# Дојна (песма)
Дојна је румунски стил музичке мелодије, вероватно са блискоисточним коренима, уобичајен у румунској сељачкој музици, као и код лаутара. Такође је усвојен у клезмер музици.
Сличне мелодије налазе се широм источне Европе и Балкана. У неким деловима Балкана ова врста музике назива се scaros или scaru.

## Порекло и карактеристике
Бела Барток је открио дојну у северној Трансилванији 1912. године и веровао је да је јединствено румунска. Након што је пронашао сличне жанрове у Украјини, Албанији, Алжиру, Блиском истоку и северној Индији, дошао је до уверења да је део породице сродних жанрова арапско-персијског порекла. Нарочито је повезао румунску дојну са турско-арапским стилом мелодије макам. Бартокове закључке одбацили су неки румунски етномузиколози, оптуживши Бартока за антирумунску пристрасност. Па ипак, сличности између румунске дојне и различитих музичких облика са Блиског истока накнадно су документовали и не-румунски и румунски научници. До прве половине 20. века, и лаутари и музичари клезмер евидентирани су, користећи таксим као увод у мелодију. Румунски етномузиколог и музичар Григоре Леше, након наступа са групом иранских музичара, приметио је да Мармарошове дојне имају „велике сличности“ са арапско-персијском музиком.
Дојна је мелодија слободног ритма, високо украшена (обично мелизматична), импровизациона мелодија. Импровизација се изводи на мање или више фиксном узорку (обично силазном), низањем нота као рубато, према расположењу и машти извођача.
Сељачке дојне су углавном вокалне и монофонске и певају се са неким вокалним особеностима које се разликују од места до места: узвици (măi, hei, dui-dui, iuhu), звуци куцкања, пригушени јецаји, итд. Инструменталне дојне свирају се на једноставним инструментима, обично разним врстама флаута, или чак на рудиментарним, попут листа. Сељачка дојна је не-церемонијални тип песме и углавном се пева у самоћи, имајући важно психолошко дејство: „олакшати душу“ (de stâmpărare на румунском). Григоре Леше верује да, иако научници врло детаљно описују техничке аспекте дојне, они не разумеју њене психолошке аспекте. Дојне су лирске и њихове заједничке теме су меланхолија, чежња, еротска осећања, љубав према природи, притужбе на горчину живота или призивање Бога да олакша бол, итд.
За разлику од сељачких дојна, лаутар и клезмер дојне обично се прате и свирају на сложенијим инструментима (виолина, фрула, цимбал, хармоника, кларинет, тарагот итд.) Такође, за разлику од сељачких дојна, лаутар и клезмер дојне углавном се свирају као увод у другу мелодију, обично плес.
У регионима јужне Румуније, ромски лаутари су развили врсту дојне која се назива cântec de ascultare (што значи „песма за слушање“, понекад скраћена на de ascultare или једноставно ascultare). Сântec de ascultare се проширио у друге регионе Румуније, са локалним посебностима.

## Етимологија
Пре него што су је проучавали етномузиколози, врста песме дојна била је позната под многим именима која су се разликовала од региона до региона широм Румуније и Молдавије, а дојна је била једно од њих. Константин Браилоиу, директор Националног архива народне музике, предложио је да се реч дојна користи за опис свих ових песама.
Порекло речи дојна је непознато. То би могао бити стари индоевропски термин, јер се сличан облик (даина) може наћи у Летонији са значењем „народна песма“ и у Литванији са значењем „песма“.
Димитрије Кантемир у свом Descriptio Moldaviae помиње Дојну међу низом старих предхришћанских (дачких) божанстава, постојаних у популарној усменој традицији, додајући да је Дојна, Дојна, почетна фраза у многим народним песмама.
У региону Мармароша реч horă/hore и даље се најчешће користи; то је румунска реч која се преводи као „пастирска јадиковка“ или „пастирска чежња“, који помаже у објашњавању зашто дојне могу бити врло меланхоличне, и имају мелодије које су прилично дирљиве и искрене. Мармарош horă/hore није повезана са речју horă која се налази у јужној и источној Румунији, а која може потицати или од грчког choros, што значи „(кружни) плес“ или (мање вероватно) од латинског oro/orare, што значи „рећи/изговорити/молитва".

## Врсте дојне
- Hora lungă - Мармарош
- Ca pe luncă - дуж Дунава
- Oltului - дуж реке Олт
- De codru - codru значи шума
- Haiduceşti (cântece haiduceşti, Cântece de haiducie) - „хајдукове песме“, хајдук значи „одметник“ или „разбојник“
- Ca din tulnic - јединствени тип у коме мелодија имитира тип рога са Алпа који се назива тулник[9]
- Ciobanului - пастирска дојна
- De dragoste - популарни облик, обично о љубави; dragoste значи „љубав“.
- De jale - блага, жалосна доина; jale значи "туга"
- De leagăn - успаванка; leagăn значи „колевка“
- De pahar - песма за пиће; pahar значи „чаша за пиће“
- Foaie verde - класични облик; дословно „зелени лист“
- Klezmer - свирали су је јеврејски музичари из Бесарабије и Молдавије

## Тренутни статус
Док је почетком 20. века дојна била најчешћа врста сељачке песме (у неким областима једина врста), данас је готово потпуно нестала из сељачког живота, као и већина сељачке музике. Овај процес је наглашен током комунистичке ере, успоном нове, такозване „популарне музике“, доносећи нови стил извођења који је разблажио сељачке стилове.
Дојна је, међутим, још увек честа на репертоару лаутара из региона Трансилванија и Банат.
Георге Замфир је 1976. постигао успех у свету енглеског говорног подручја када је ВВС-јев верски телевизијски програм Светлост искуства усвојио његов снимак „Doina De Jale“ као своју тему. Популарна потражња приморала је Епик Рекордс да објави мелодију као сингл која је доспела на четврто место на британским топ листама.
Дојна је 2009. године уврштена на УНЕСКО-ву листу нематеријалног културног наслеђа.